# Tokyo Warhearts
Tokyo Warhearts е албум на живо на финландската метъл група Children of Bodom. Албумът е издаден за първи път през 1999 г.